# Ubangi
Az Ubangi-folyó (francia nyelven Oubangi) a Kongó egyik mellékfolyója. A Mbomou és az Uele folyók összefolyásától számítják. 350 km hosszon folyik nyugati irányba, majd délnyugat felé fordul, átvág Bangui városán, majd dél felé folytatja útját 500 km-en, míg eléri a Kongót.
A Kongóval együtt fontos víziút Bangui és Brazzaville között.
Forrásától (Banguitól 100 kilométerre) az Ubangi a határ a Közép-afrikai Köztársaság és a Kongói Demokratikus Köztársaság között. Ezután torkolatáig a Kongói Demokratikus Köztársaság és a Kongói Köztársaság határa.
Az 1960-as években tervbe vették az Ubangi eltérítését a Csád-tó felé. A hatalmas vízmennyiséget, amit a folyó szállít elegendőnek tartották, hogy mengmentse a kiszáradástól a tavat, ugyanakkor növelné a mezőgazdaságilag megművelhető területek arányát a Száhel-övezetben. A tervet mind pénzügyileg, mind technikailag megvalósíthatónak találták, de egyelőre nem valósult meg.

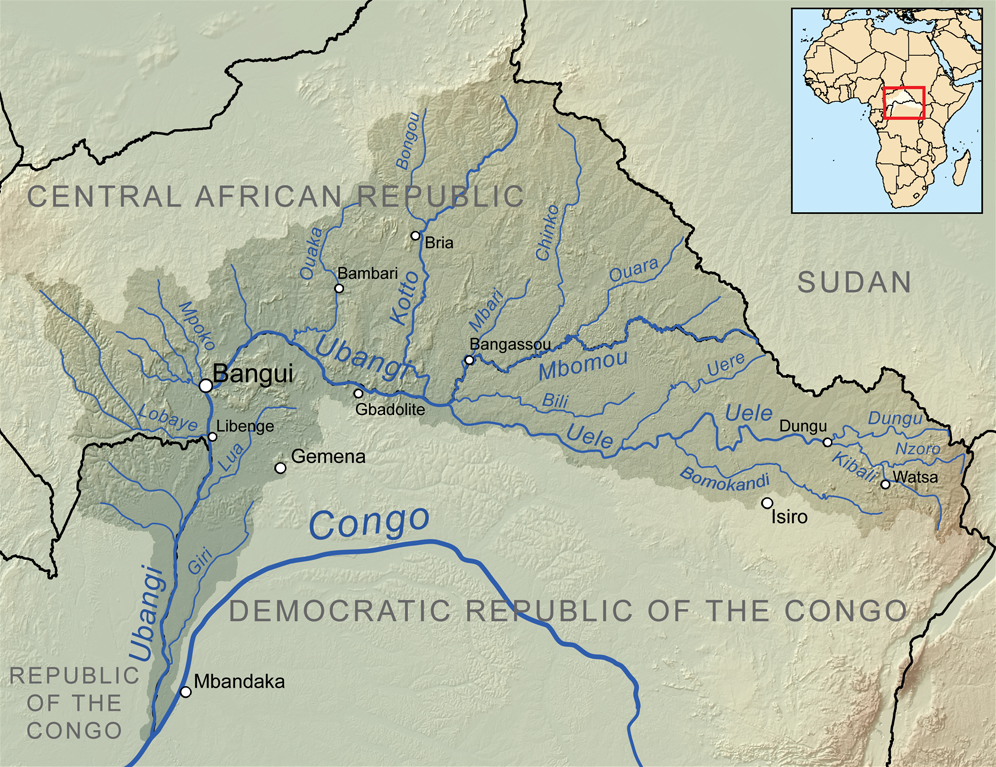
Az Ubangi vízgyűjtő medencéje.